# Gothems kyrka
Gothems kyrka på Gotland tillhör Gothems församling i Visby stift.

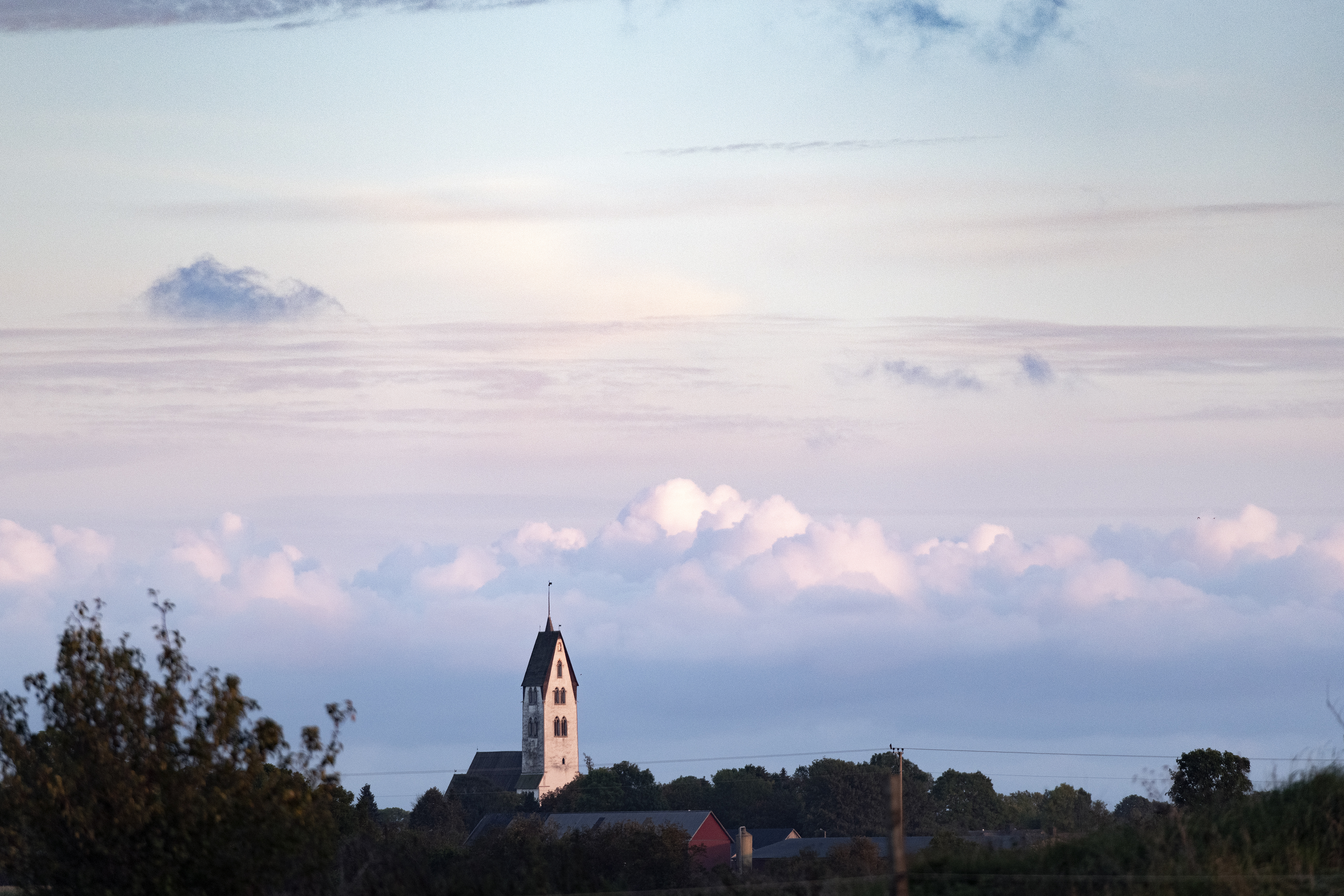
Gothems kyrka från NV

## Kyrkobyggnaden
Kyrkan i Gothem är en av de ståtligaste kyrkorna på Gotland.
I sin nuvarande form består den av ett rektangulärt långhus med kor och absid i öster samt kyrktorn i väster. Norr om koret finns en medeltida sakristia. Mellan långhus och kor finns en vid, spetsig triumfbåge.
De äldsta delarna, koret med absid och sakristia byggdes omkring år 1200 intill ett äldre, murat långhus från 1100-talet, som revs när nuvarande långhus byggdes vid 1200-talets mitt. Tornet påbörjades vid 1200-talets slut och fullbordades i mitten av 1300-talet. Tornet var tidigare högre men det skadades vid okänd tidpunkt, troligen på 1400-talet, och fick då sitt nuvarande utseende.
Kyrkan har fyra medeltida portaler med huggen omfattning. Långhusets stora portal i söder har samma proportioner som sydportalen vid Gärdslösa kyrka på Öland.

## Orgel
Orgeln byggdes 1959 av Th. Frobenius & Sønner, Kongens Lyngby, Danmark, och är en mekanisk.
| Huvudverk I     | Svällverk II | Pedal         | Koppel |
| Rörflöjt 8’     | Gedackt 8’   | Subbas 16’    | I/P    |
| Principal 4’    | Rörflöjt 4’  | Principal 8’  | II/P   |
| Gedacktflöjt 4’ | Principal 2’ | Spetsflöjt 4' | II/I   |
| Waldflöjt 2’    | Nasat 1 1⁄3’ |               |        |
| Mixtur III      |              |               |        |

## Stigluckor och kastal
I den höga kyrkogårdsmuren finns tre stigluckor från medeltiden.
Intill den östra stigluckan finns en ruin efter ett medeltida försvarstorn, en så kallad kastal från 1100-talet. Den har en fyrkantig planform och mäter nio meter i sida samt är 13 meter hög. Det är inte ovanligt med kastaler invid gotländska kyrkor, den kanske bäst bevarade finns vid Gammelgarns kyrka och Lärbro kyrka. Kastalen står som ruin sedan ett ras år 1867. 

## Exteriör

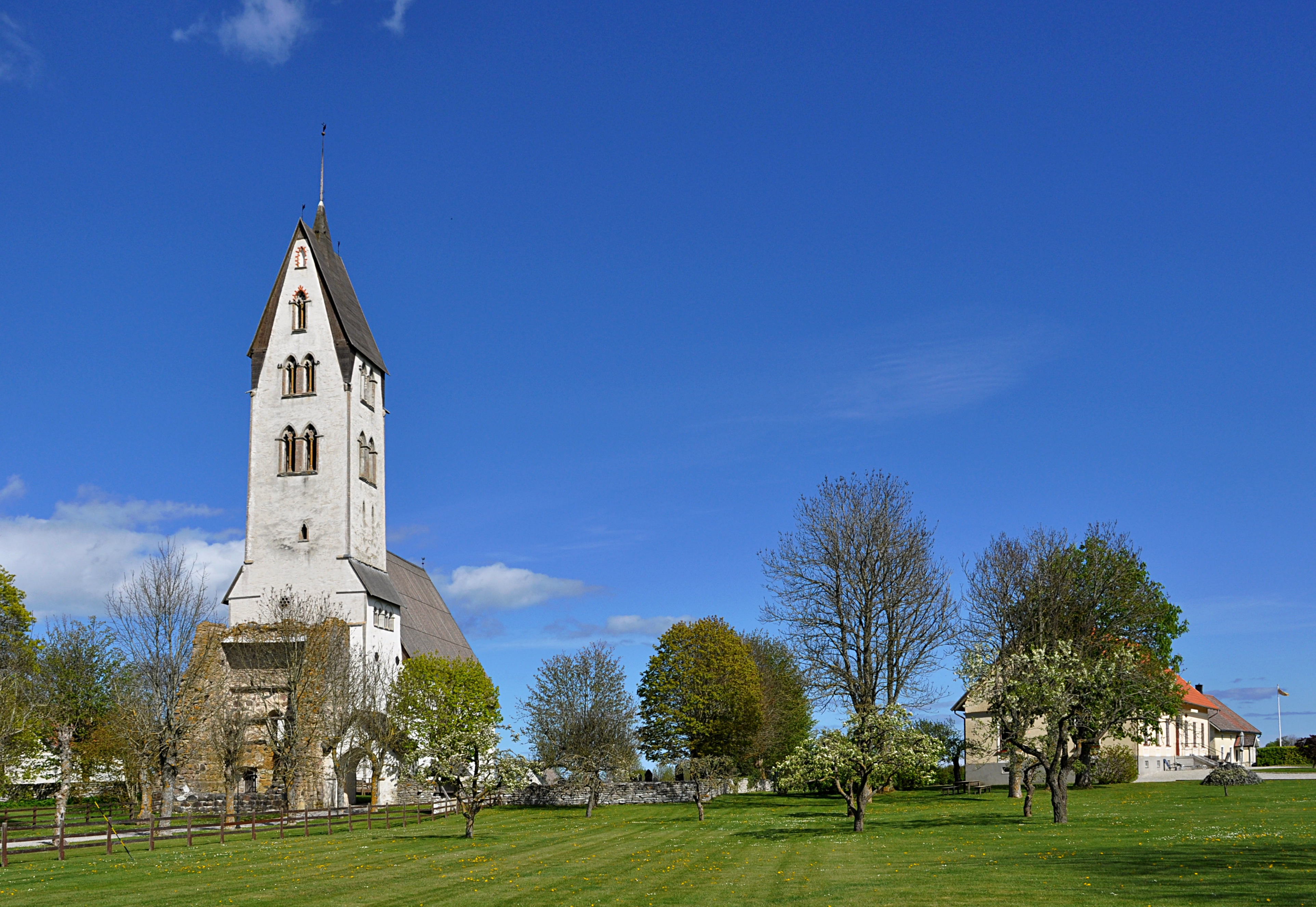
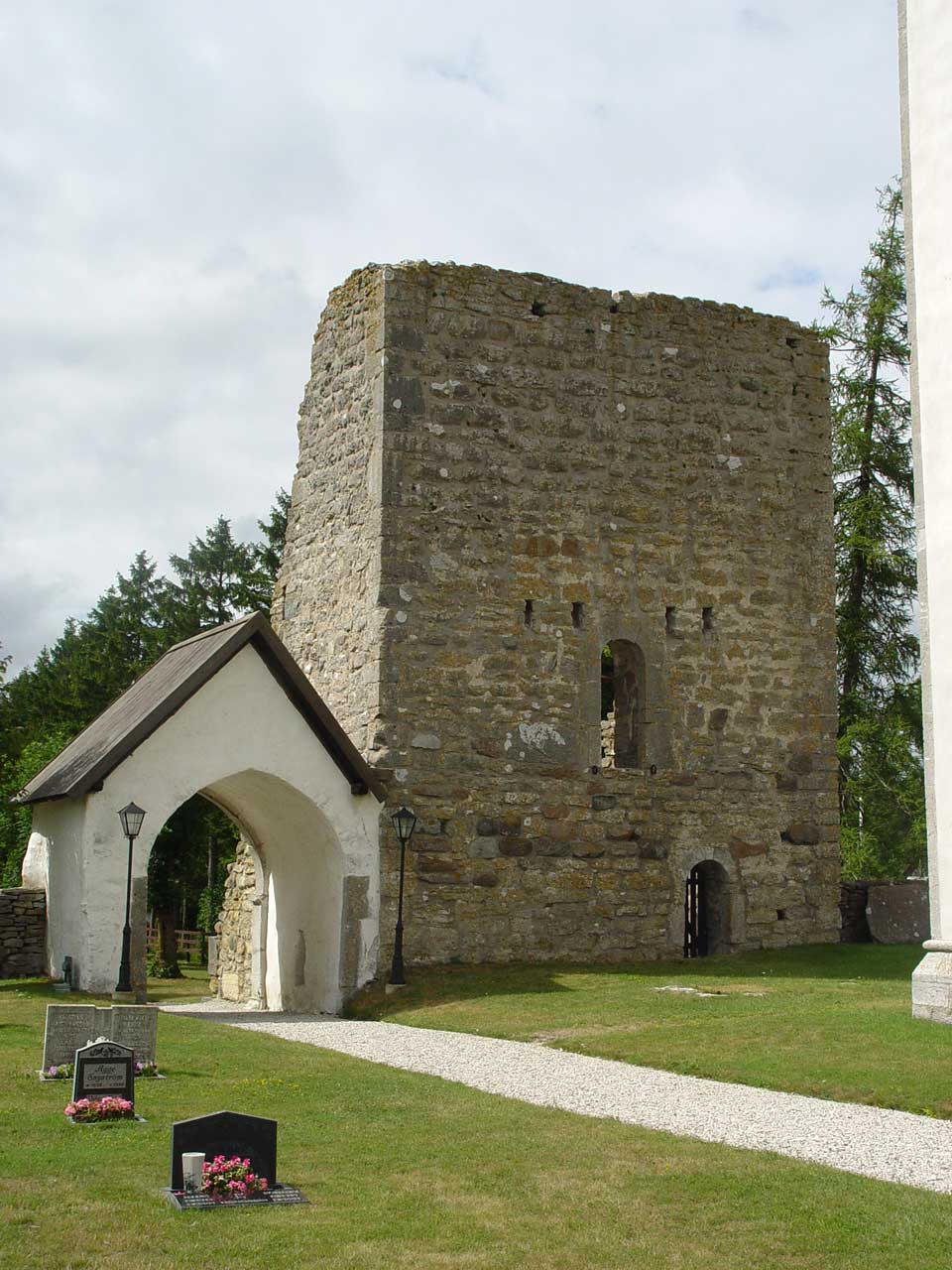
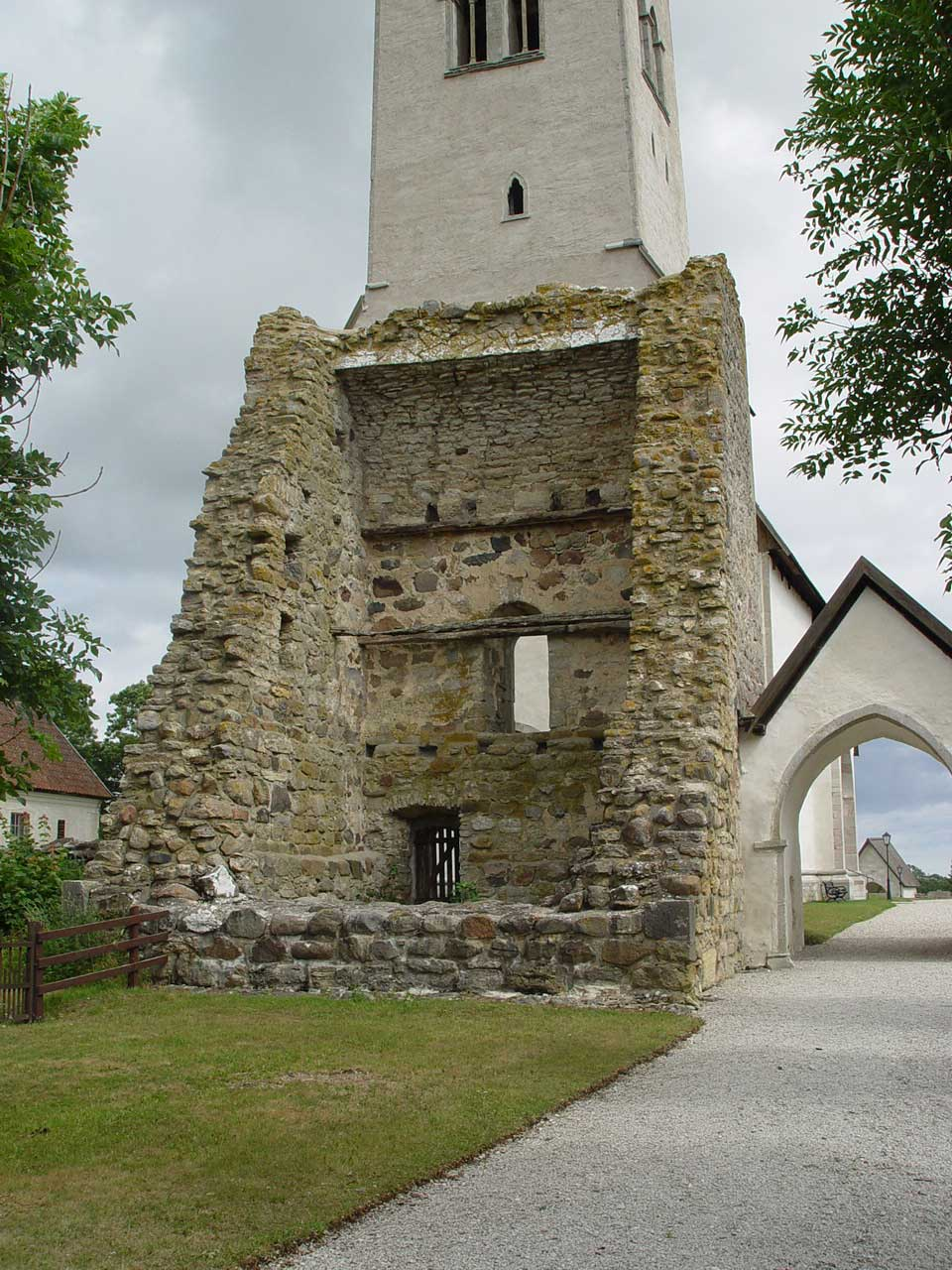
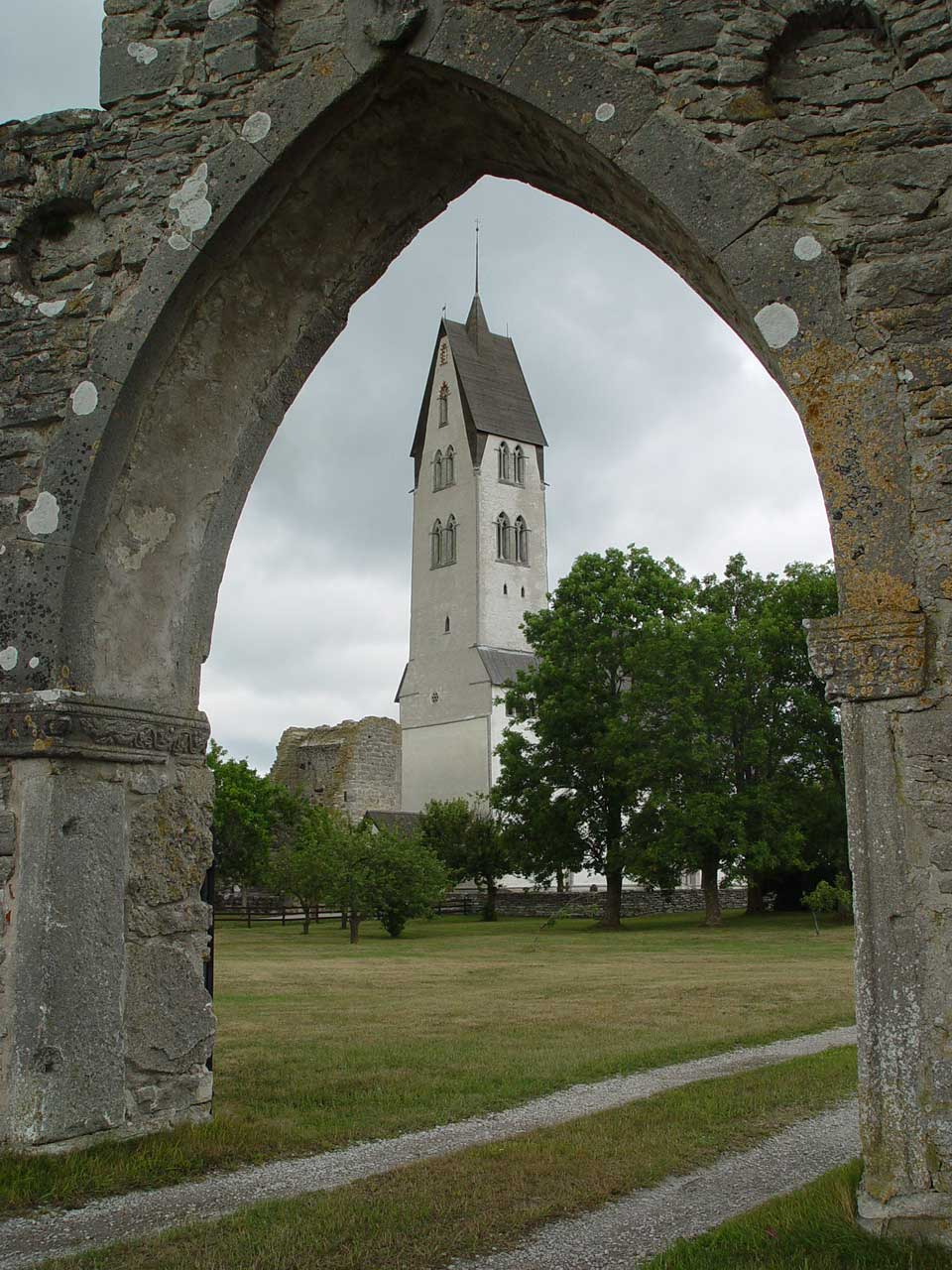
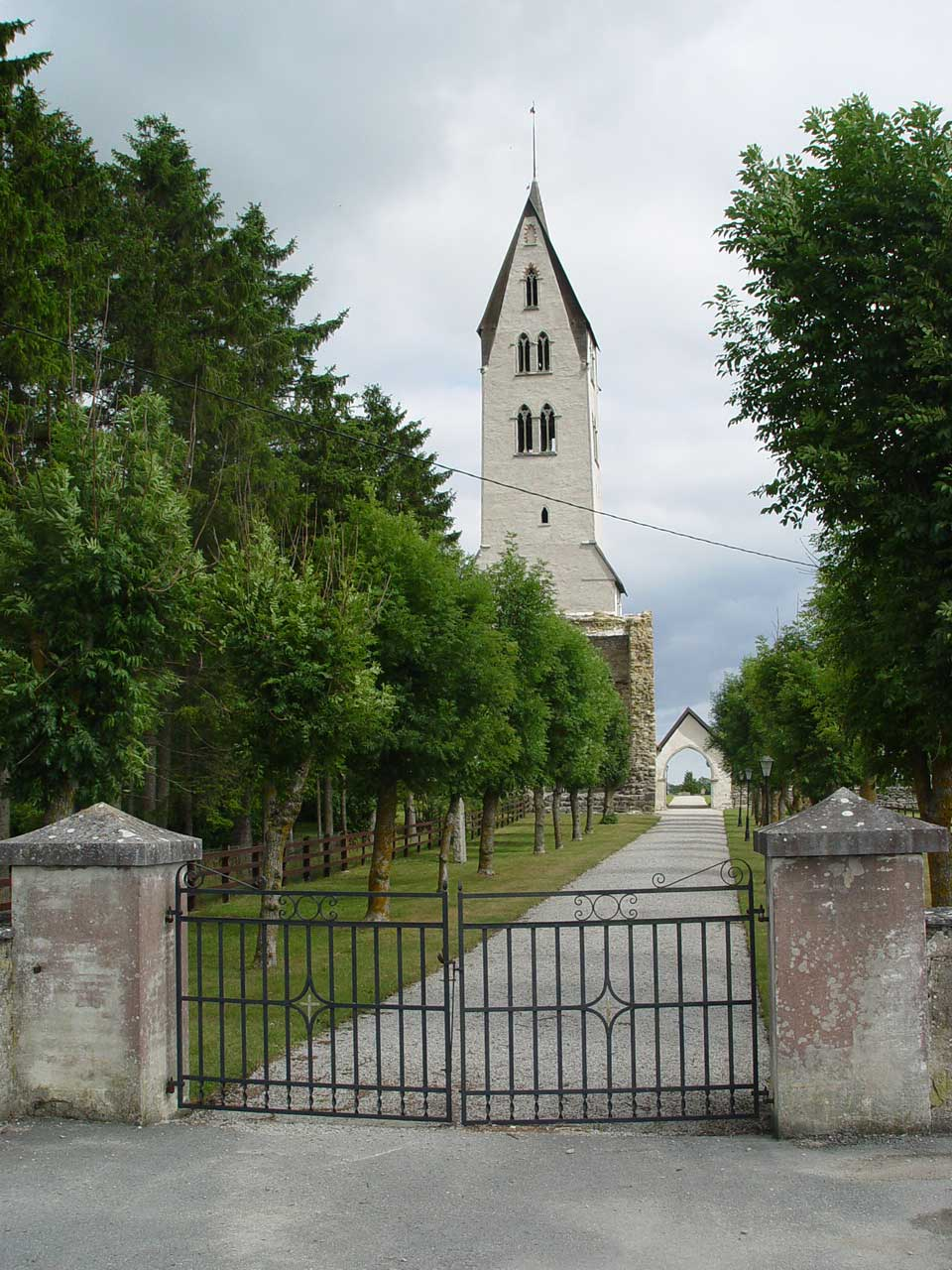
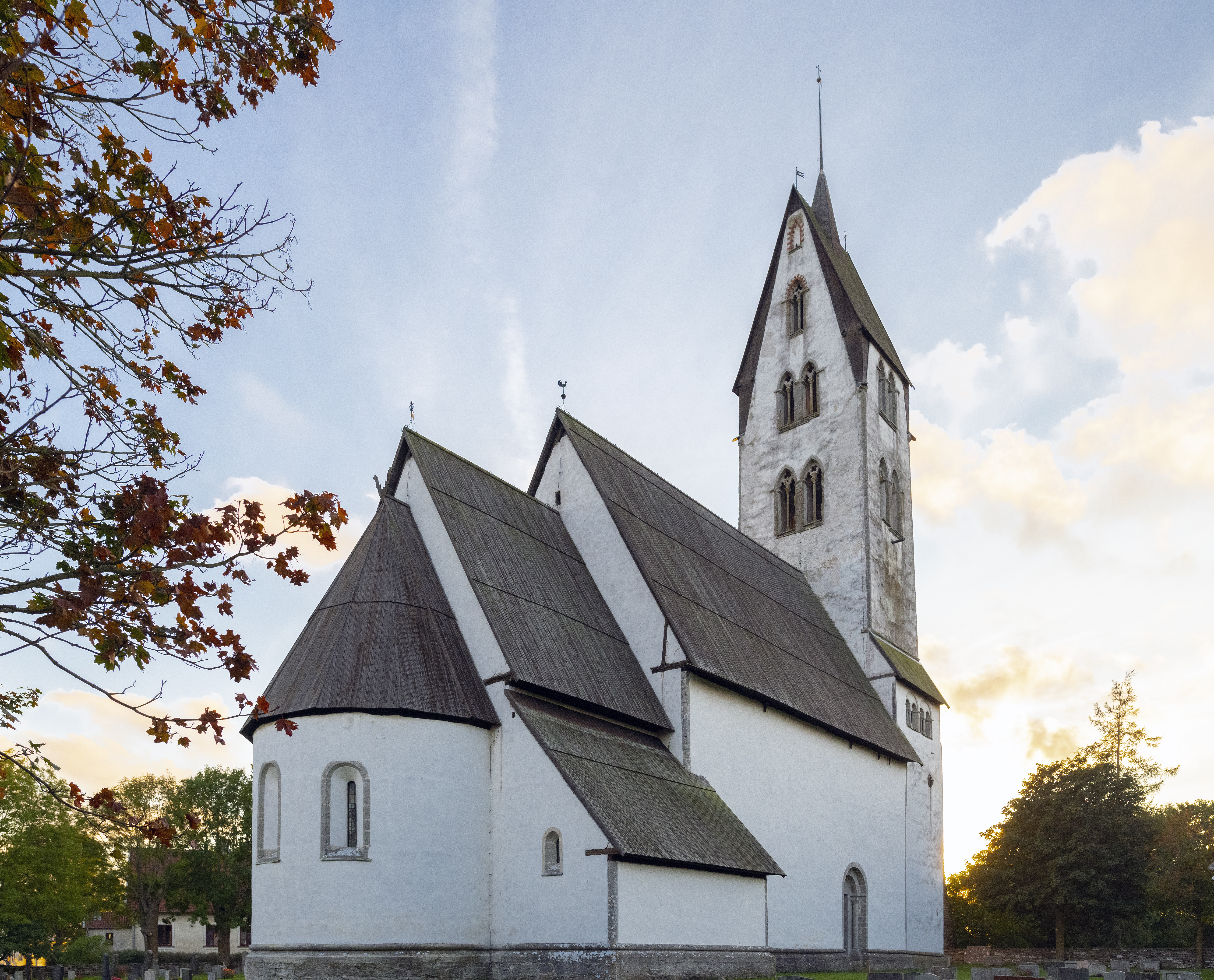
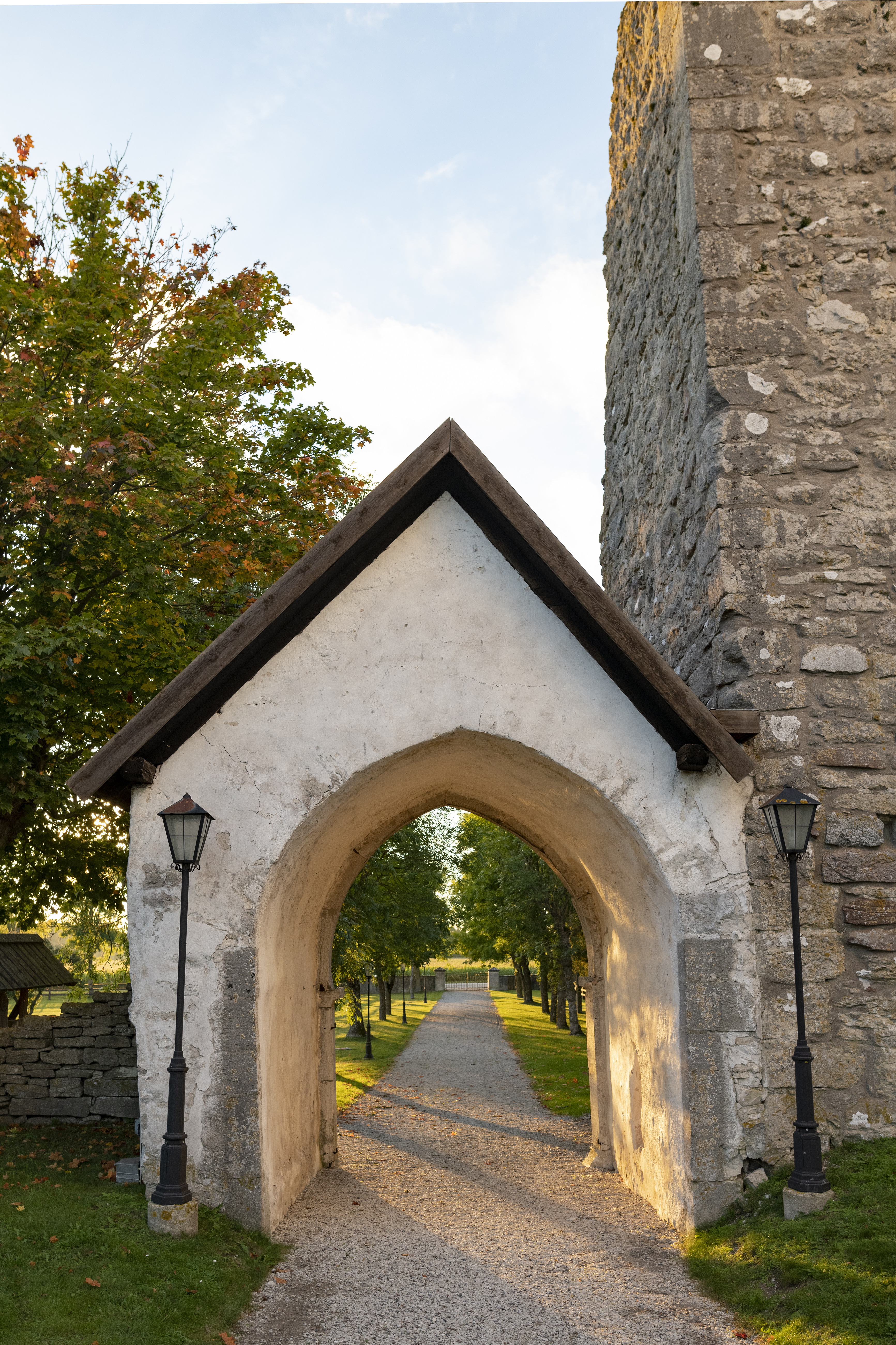
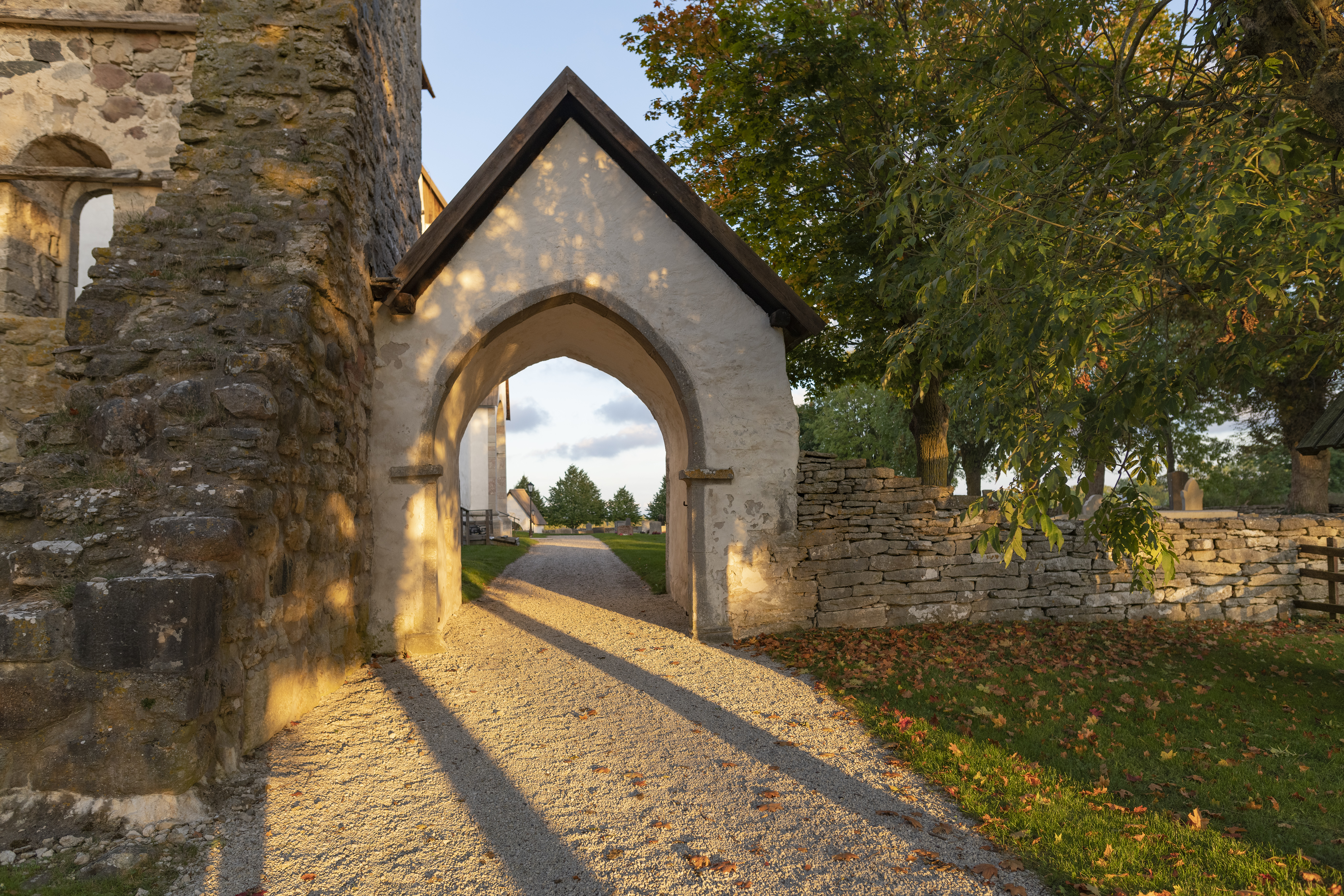
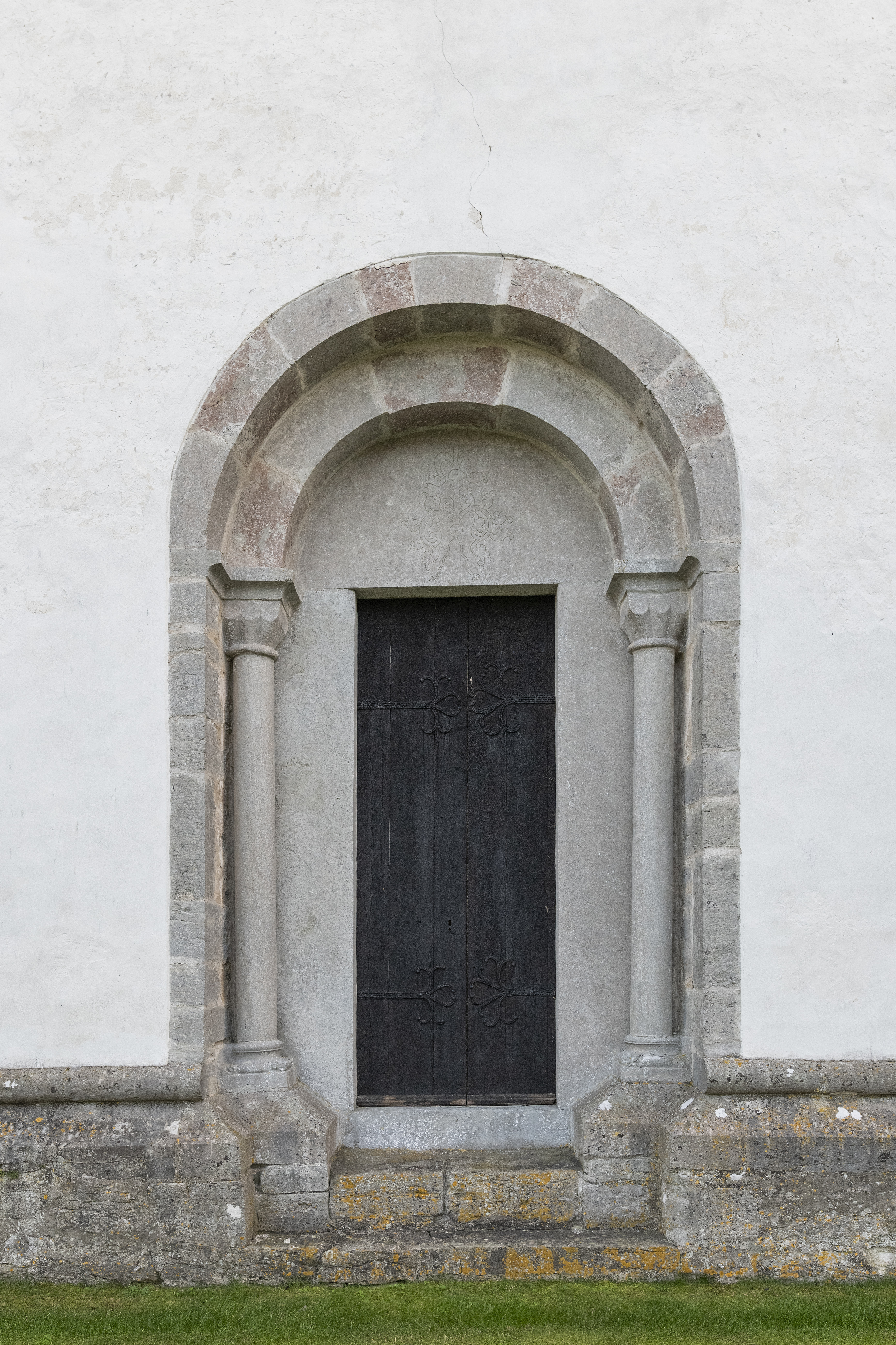
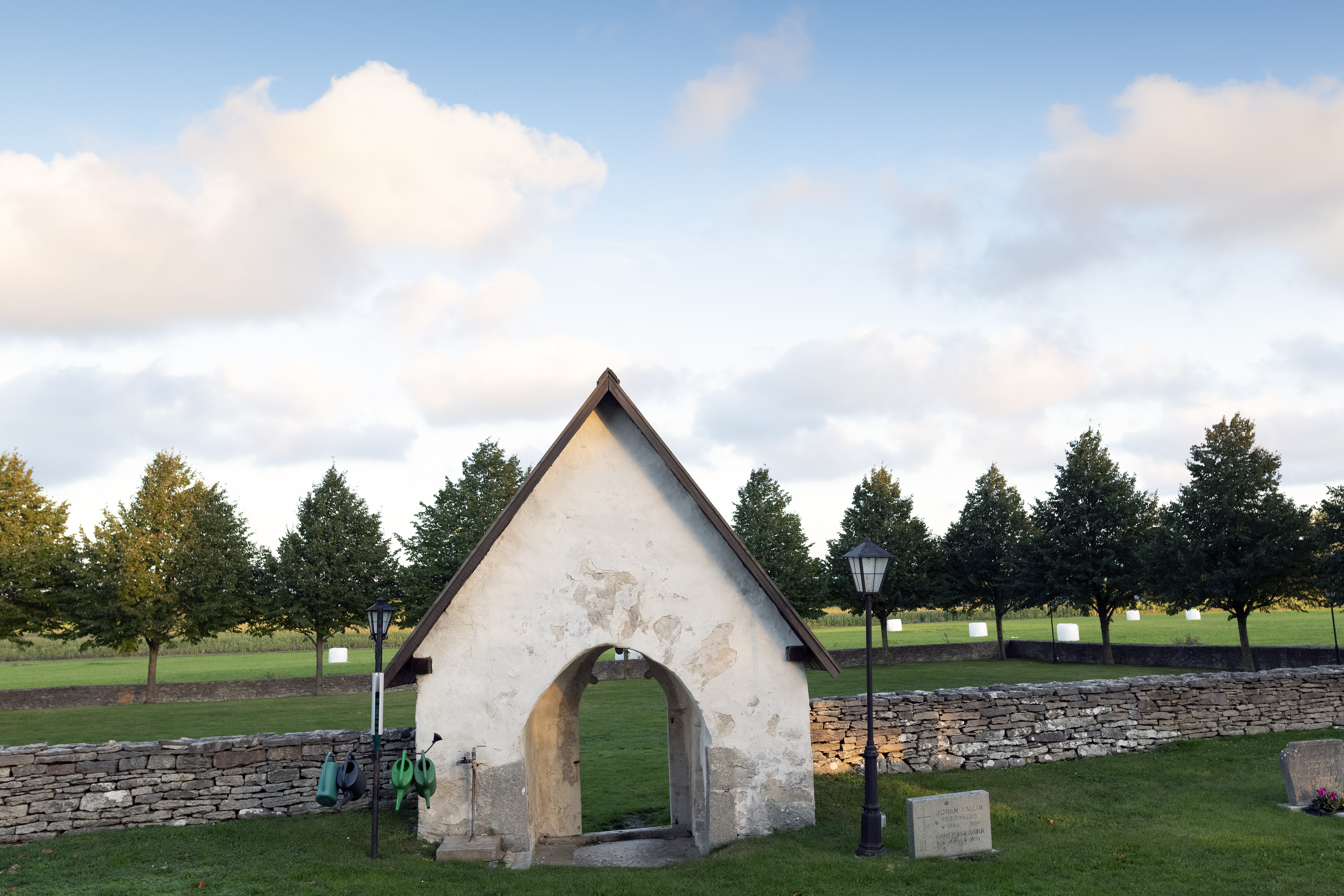
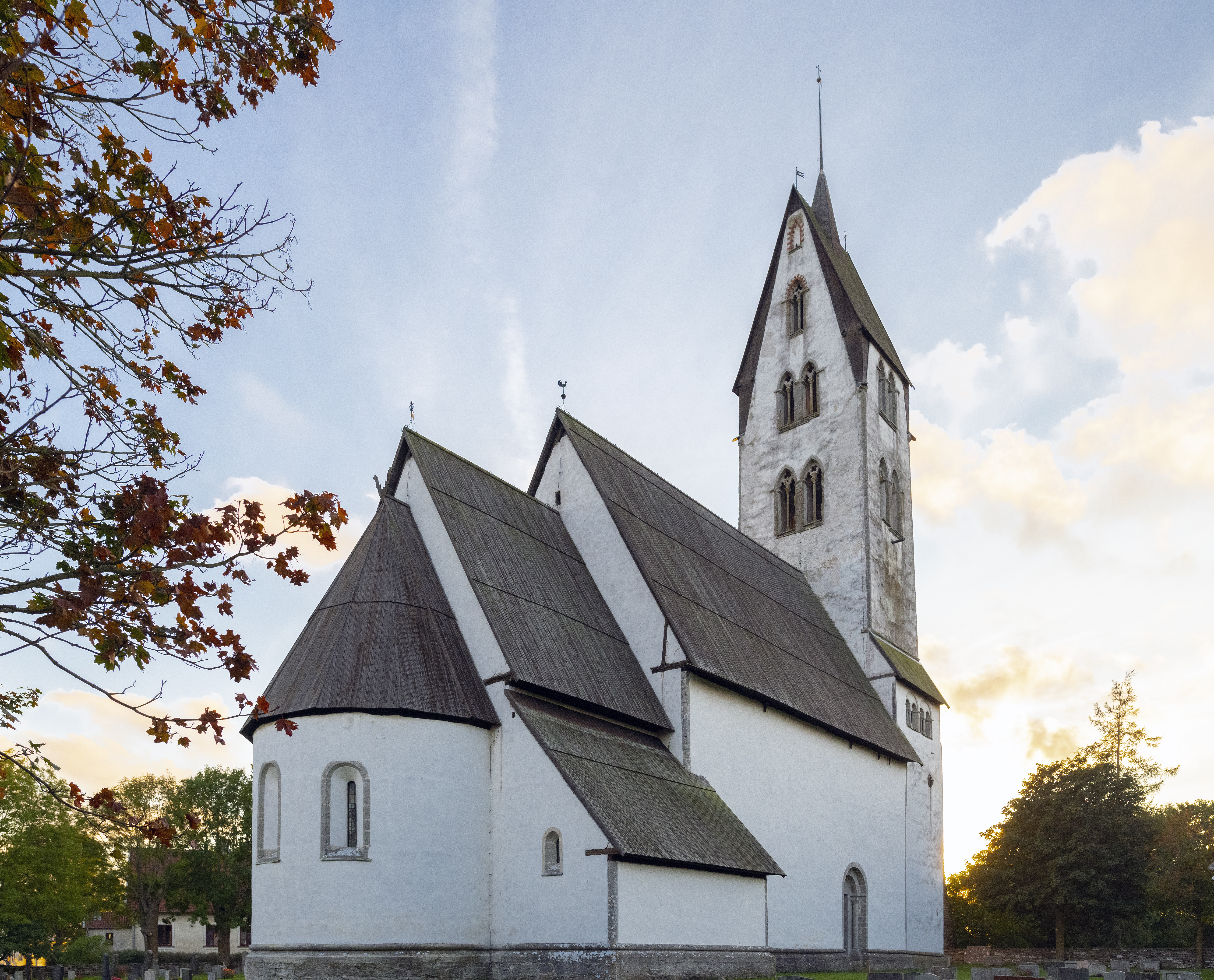
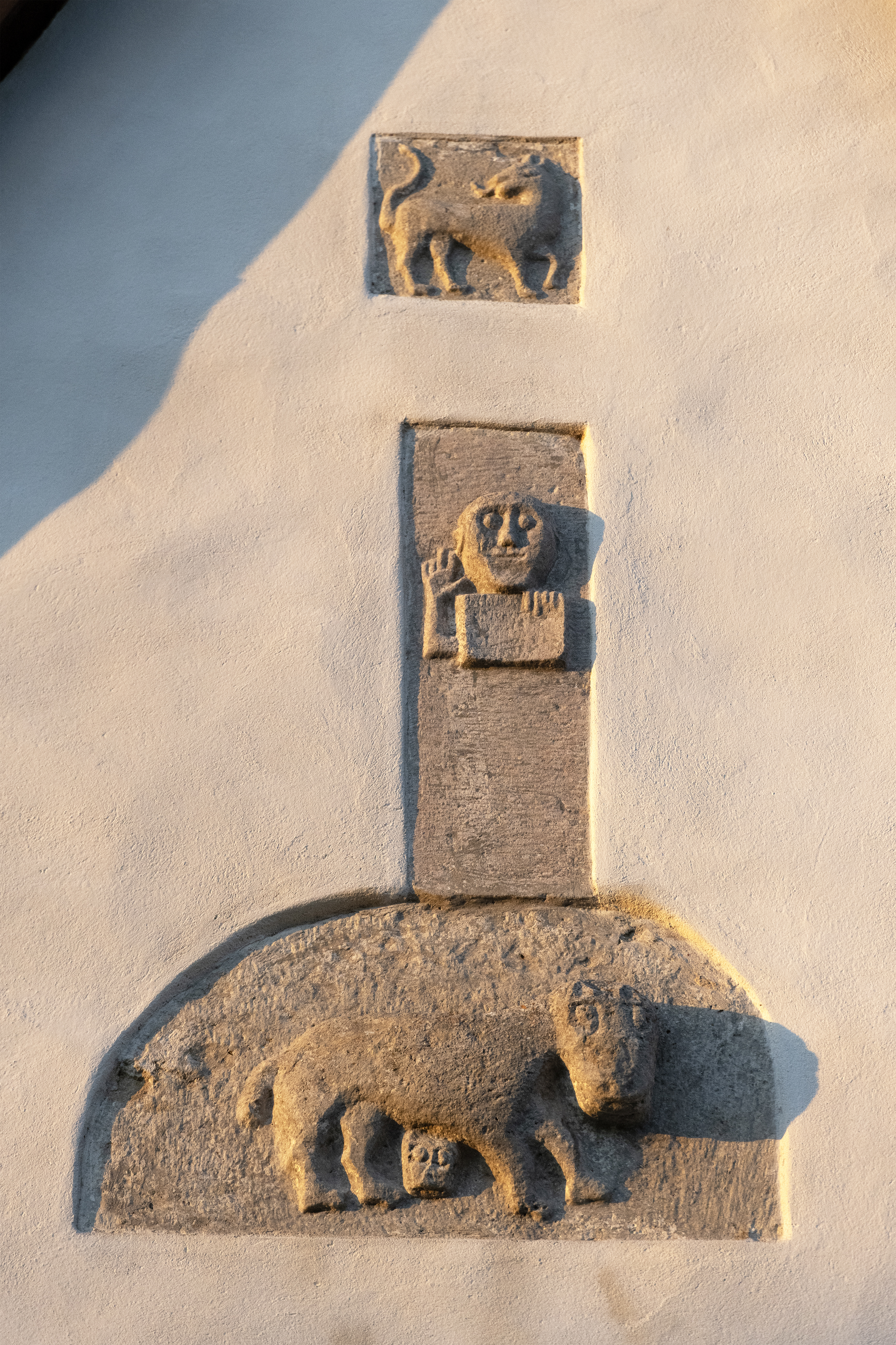

## Interiör
Interiören i Gothems kyrka är rikt dekorerad med kalkmålningar från 1300-talet, visande Jesu livs historia, motiv med månadsbilder, fabeldjur och riddare. Under 1949 - 1950 restaurerades kyrkan invändigt och tidigare övermålade kalkmålningar togs fram. Den mest uppmärksammade funna bilden var en gestaltning av S:t Kristoffer bärande Jesusbarnet mellan påven och Muhammed som gavs ett visst medialt utrymme i samband med karikatyrdebatten.
Under kyrkan har man funnit rester av en äldre stenkyrka från 1100-talet, varifrån tre reliefer är inmurade ovanför den stora romanska sydportalen från 1200-talets mitt. Enligt planen skulle ett torn resa sig övar långhusets västparti som därför avdelas med två låga bågar och parställda kolonner.
I koret står en korbänk från 1300-talet. Altaruppsatsen i sandsten från 1689 ommålades 1830 med ett Gudslamm som centralmotiv. Predikstolen från 1709 av Christian Fedder, målad 1726 av Johan Hernell 1726, är placerad på kyrkans södra sida, så som är vanligt på Gotland. Bänkinredningen från 1664 har uttrycksfullt målade bilder av  fabelväsen och gammaltestamentliga profeter, troligen utförda av Johan Bartsch den yngre 1680. Klockan i tornet är en av Gotlands största medeltida klockor, enligt inskrift gjuten år 1374. 
I golvet vid altaret ligger en runsten, G 157, som dateras till 700-talet.

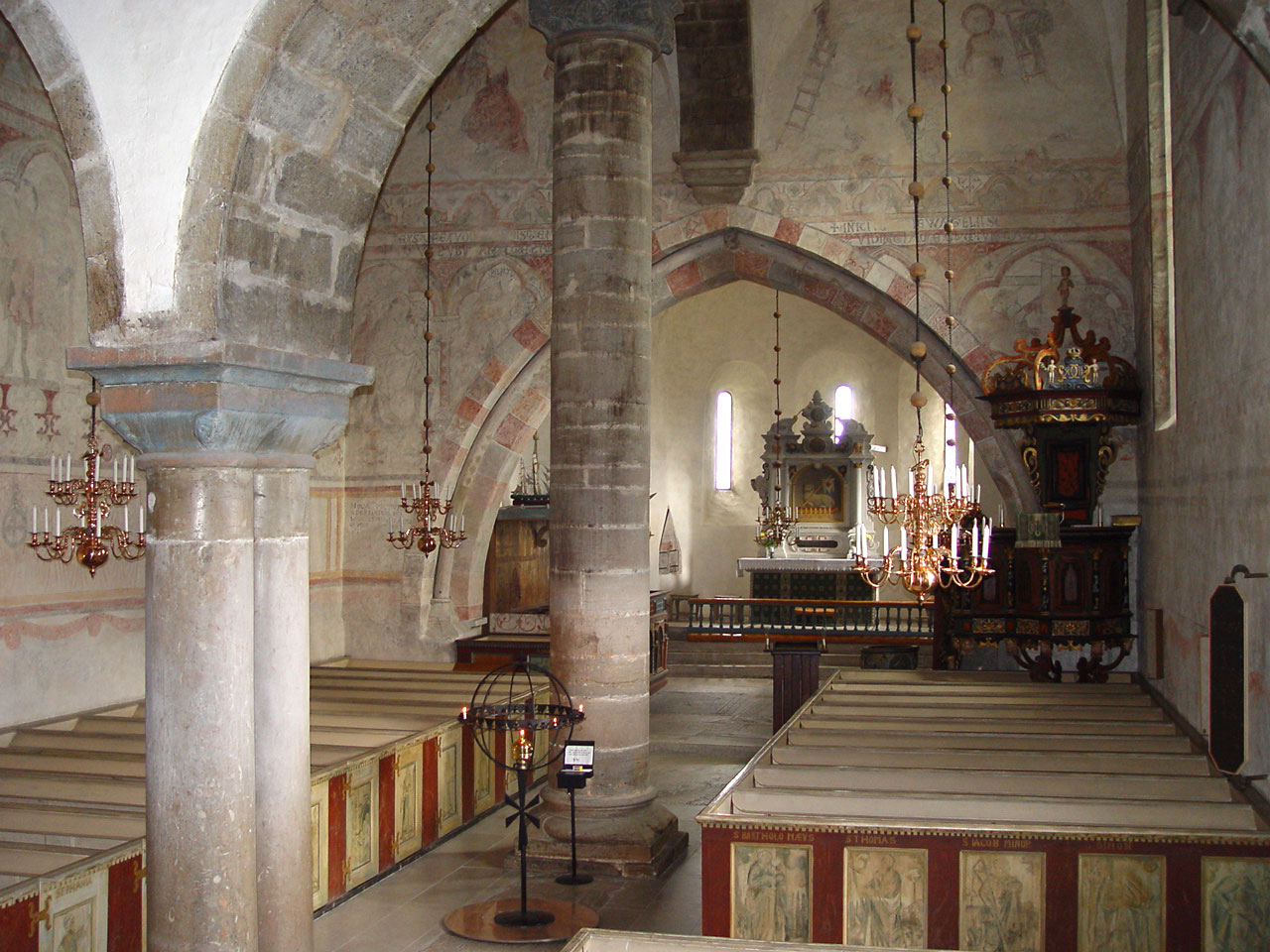
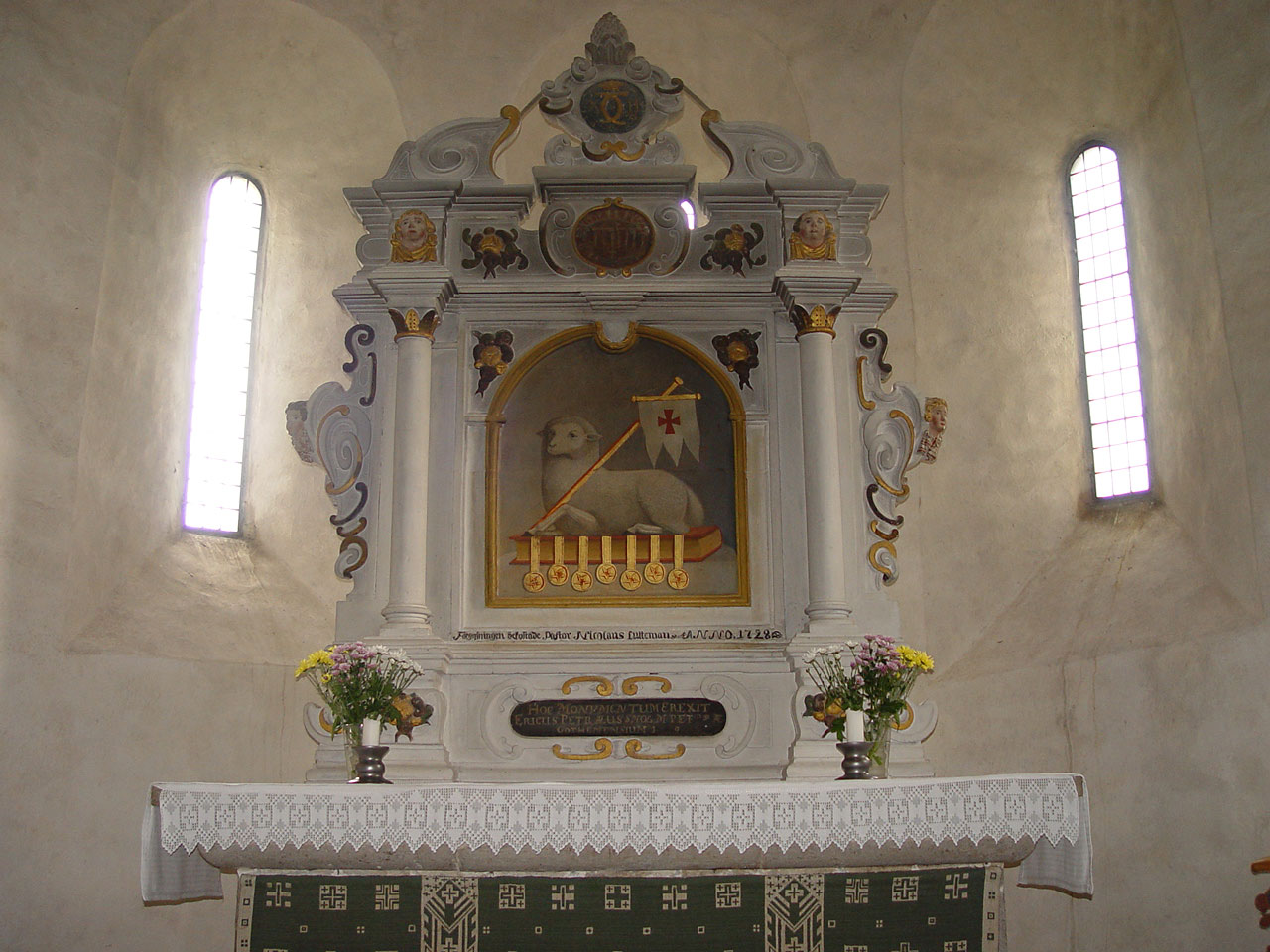
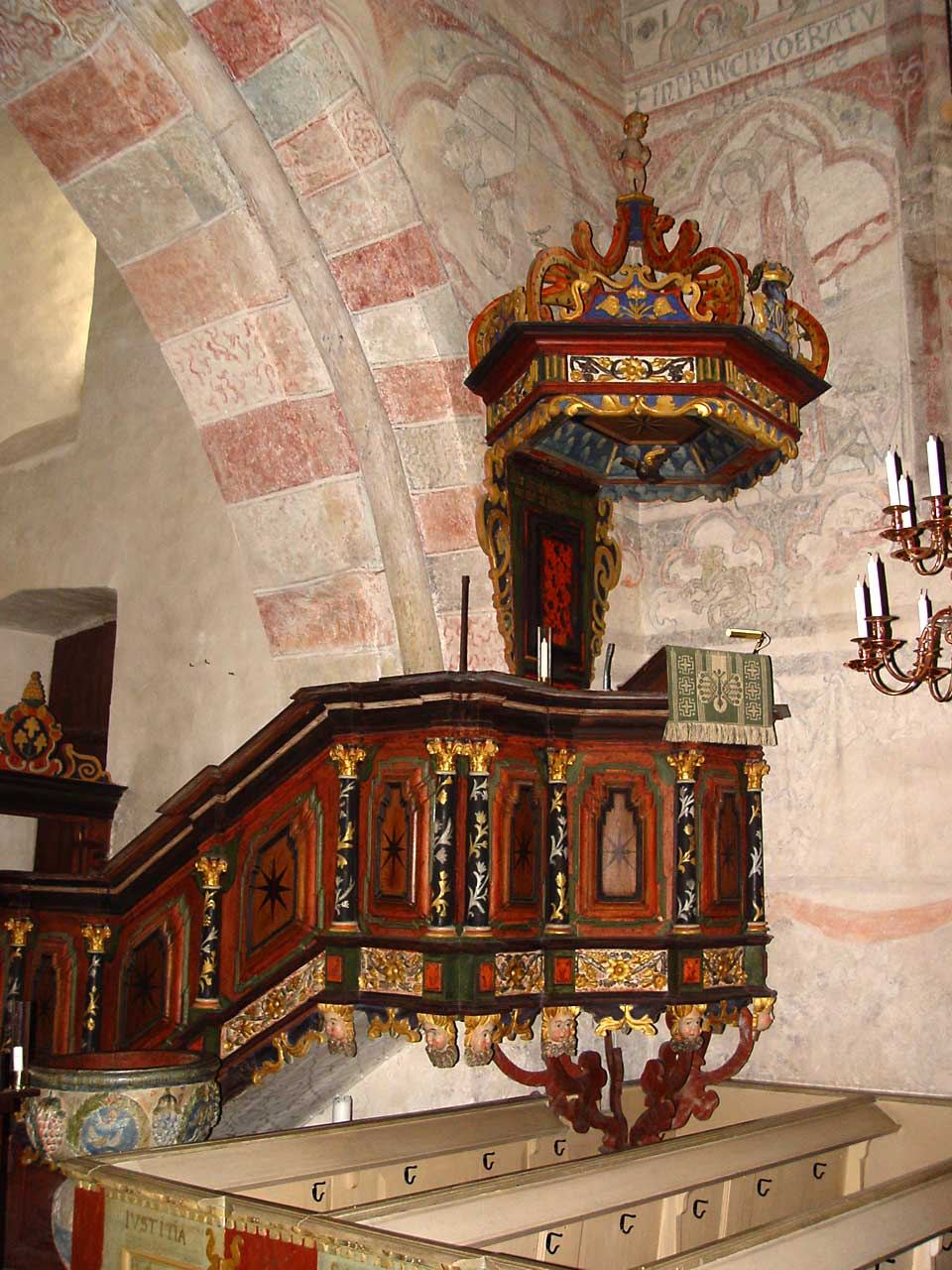
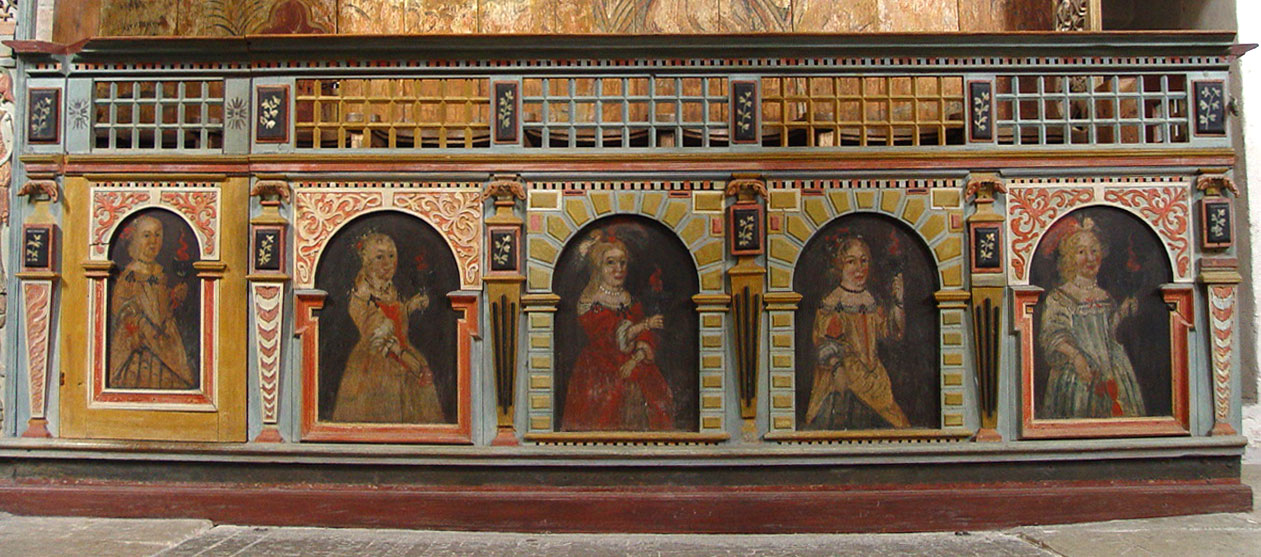
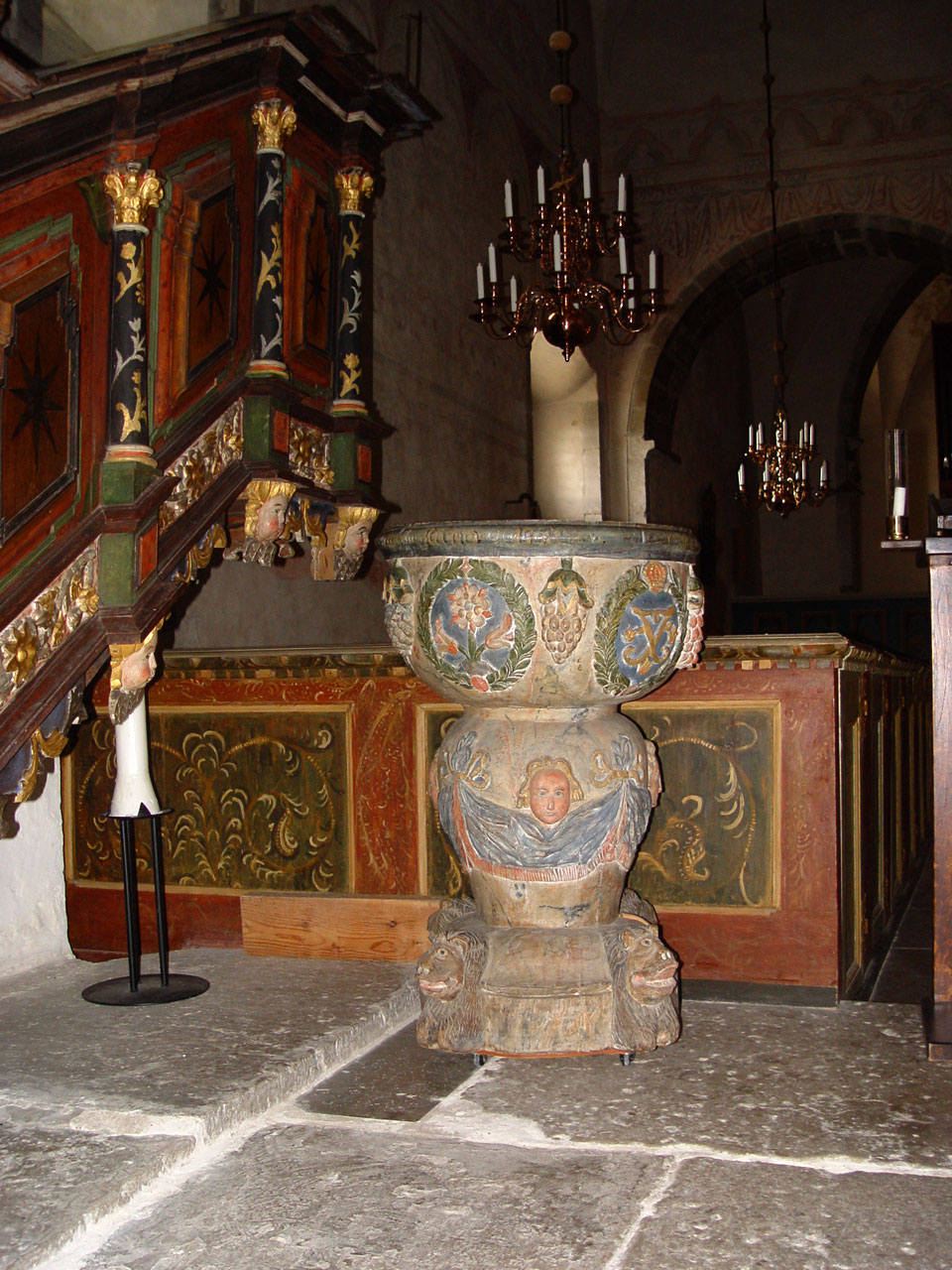